# لیک لازرن-هادلی (نیویورک)
لیک لازرن-هادلی (به انگلیسی: Lake Luzerne-Hadley) یک منطقهٔ مسکونی در ایالات متحده آمریکا است که در نیویورک واقع شده‌است. لیک لازرن-هادلی ۱۱٫۰ کیلومتر مربع مساحت و ۲٬۲۴۰ نفر جمعیت دارد.